# The Remix (album của Ariana Grande)
The Remix (được cách điệu thành アリアナ・グランデ: THE REMIX) là album phối khí đầu tiên của nữ ca sĩ Ariana Grande. Nó bao gồm 15 bản phối lại của các bài hát trong 2 album phòng thu trước đó, Yours Truly (2013), và My Everything (2014). Nó được phát hành tại Nhật Bản, và đứng ở vị trí thứ 32 trên Oricon Albums Chart.

## Danh sách bài hát
| The Remix — Phiên bản tiêu chuẩn | The Remix — Phiên bản tiêu chuẩn              | The Remix — Phiên bản tiêu chuẩn |
| STT                              | Nhan đề                                       | Thời lượng                       |
| -------------------------------- | --------------------------------------------- | -------------------------------- |
| 1.                               | "The Way (Sidney Samson Remix)"               | 5:19                             |
| 2.                               | "Right There (7th Heaven Radio Mix)"          | 4:04                             |
| 3.                               | "Right There (Ralphi Rosario Radio)"          | 3:47                             |
| 4.                               | "Baby I (Cosmic Dawn Radio Edit)"             | 3:59                             |
| 5.                               | "Baby I (A Director's Cut Radio Edit)"        | 3:48                             |
| 6.                               | "Problem (Wayne G Radio Edit)"                | 3:08                             |
| 7.                               | "Problem (Dave Aude Twerk Edit)"              | 3:15                             |
| 8.                               | "Problem (Dawin Remix)"                       | 3:25                             |
| 9.                               | "Break Free (Zedd’s Extended Mix)"            | 4:55                             |
| 10.                              | "Bang Bang (Dada Life Remix)"                 | 3:35                             |
| 11.                              | "Bang Bang (3LAU Remix)"                      | 3:06                             |
| 12.                              | "Love Me Harder (Kassiano Remix)"             | 3:37                             |
| 13.                              | "Love Me Harder (Gregor Salto Amsterdam Mix)" | 4:15                             |
| 14.                              | "Love Me Harder (DJ Class Remix)"             | 3:29                             |
| 15.                              | "One Last Time (Gazzo Remix)"                 | 4:06                             |
| Tổng thời lượng:                 | Tổng thời lượng:                              | 1:04:08                          |

## Xếp hạng
| Bảng xếp hạng (2015)    | Vị trí cao nhất |
| ----------------------- | --------------- |
| Album Nhật Bản (Oricon) | 32              |